# التنافس بين بايرن ميونخ وريال مدريد

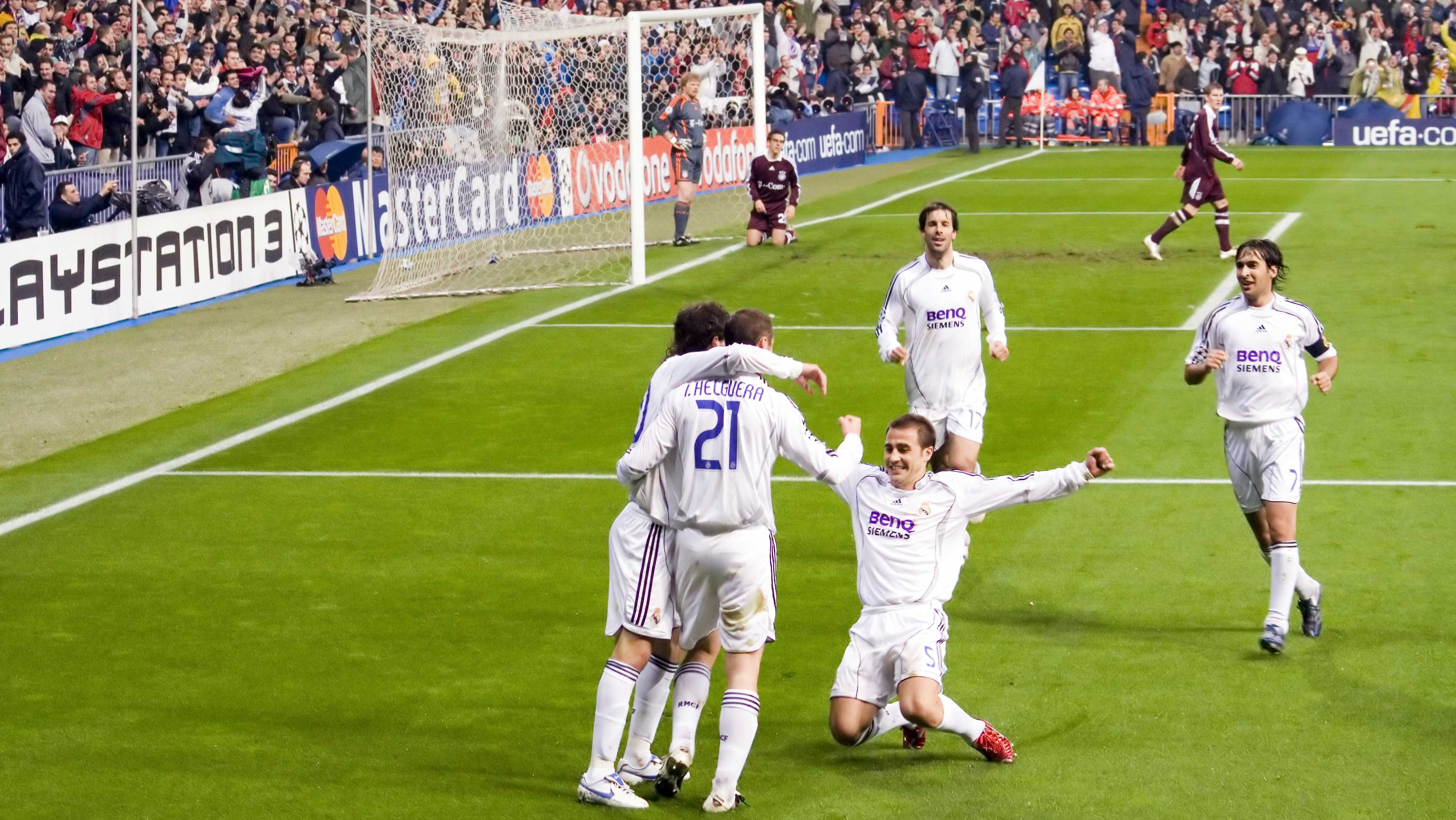
ريال مدريد vs بايرن ميونخ

التنافس بين بايرن ميونخ وريال مدريد أو كلاسيكو اوروبا هو تنافس دولي بين الأندية بين بايرن ميونخ وريال مدريد . إنها المباراة الأكثر لعبًا في دوري أبطال أوروبا / كأس أوروبا بـ 28 مباراة فاز ريال مدريد في 13 مباريات وفاز بايرن ميونخ في 11 مباراة وسيطر التعادل على 4 مباريات. وسجل ريال مدريد 45 هدفا وسجل بايرن ميونخ 42 هدفا أكبر فوز لريال مدريد كان بنتيجة 4-0 عام 2014 وأكبر فوز لبايرن ميونخ كان 4-1 عام 2000 
نظرًا للتنافس الشديد في المواجهة، غالبًا ما يشير أنصار ريال مدريد إلى بايرن ميونخ باسم الوحش الاسود ("Bestia negra").  على الرغم من مواجهة بعضهما البعض أكثر من أي وقت مضى في تاريخ المسابقة، مع وقوع العديد من الحوادث المثيرة للجدل بسبب الأهمية الكبيرة لمعظم لقاءاتهم،    لم يلتقي الفريقان مطلقًا في نهائي دوري أبطال أوروبا.     

## الاحصائيات
تمكنا كلا الفريقين من تحقيق النجاح المحلي في كلا بلديهما، حيث حقق ريال مدريد 71 لقبًا محليا، وحقق بايرن ميونخ 69 لقبًا محليا من جهته.
يعد الفريقين أيضا من الأكثر نجاحا في البطولات القارية. حيث يمتلك ريال مدريد الرقم القياسي ب32 لقبًا منها 15 لقب دوري أبطال أوروبا / كأس أوروبا، ويمتلك بايرن ميونخ 14 لقبًا قاريًا، منها 6 ألقاب دوري أبطال أوروبا / كأس أوروبا.

### جدول مواجهات الفريقين
| المباريات الرسمية              | لعبا | فوز بايرن ميونخ | تعادل | فوز ريال مدريد | أهداف بايرن ميونخ | أهداف ريال مدريد |
| ------------------------------ | ---- | --------------- | ----- | -------------- | ----------------- | ---------------- |
| دوري أبطال أوروبا / كأس أوروبا | 28   | 11              | 4     | 13             | 42                | 45               |
| المباريات الودية               | 10   | 6               | 2     | 2              | 25                | 11               |
| المجموع الكلي                  | 38   | 17              | 6     | 15             | 67                | 56               |

### جدول ألقاب الفريقين
| بايرن ميونخ | المسابقات                      | ريال مدريد |
| أوروبيا     | أوروبيا                        | أوروبيا    |
| ----------- | ------------------------------ | ---------- |
| 6           | دوري أبطال أوروبا / كأس أوروبا | 15         |
| 1           | كأس الكؤوس الأوروبية (ملغية)   | —          |
| 1           | الدوري الاروربي                | 2          |
| 2           | كأس السوبر الأوروبي            | 6          |
| 10          | المجموع                        | 23         |
| عالميا      |                                |            |
| 2           | كأس الإنتركونتيننتال (ملغية)   | 3          |
| 2           | كأس العالم للأندية             | 5          |
| 0           | كأس القارات للأندية            | 1          |
| 4           | المجموع                        | 9          |
| 14          | المجموع الكلي                  | 32         |